# Els Bessons
Els Bessons este o arie protejată (arie specială de conservare — SAC, sit de importanță comunitară — SCI, arie de protecție specială avifaunistică — SPA) din Spania întinsă pe o suprafață de 424,85 ha, integral pe uscat.

## Localizare
Centrul sitului Els Bessons este situat la coordonatele 41°28′04″N 0°50′52″E / 41.4678°N 0.8478°E.

## Înființare
Situl Els Bessons a fost declarat sit de importanță comunitară în septembrie 2006 pentru a proteja 22 de specii de animale. Alte tipuri de protecție:
- arie de protecție specială avifaunistică (în septembrie 2006)[2]
- arie specială de conservare (în noiembrie 2014)[1][3][4]

## Biodiversitate
Situată în ecoregiunea mediteraneană, aria protejată conține 3 habitate naturale: Păduri de pin mediteraneene cu pini mezogeni endemici, Păduri de Quercus ilex și Quercus rotundifolia, Pseudostepă cu ierburi și specii anuale de Thero-Brachypodietea.
La baza desemnării sitului se află mai multe specii protejate de  păsări (22): fâsă-de-câmp (Anthus campestris), Aquila fasciata, buha (Bubo bubo), șorecarul comun (Buteo buteo), caprimulg (Caprimulgus europaeus), Certhia brachydactyla, porumbel de scorbură (Columba oenas), porumbel gulerat (Columba palumbus), vânturel roșu (Falco tinnunculus), cinteză (Fringilla coelebs), ciocârlan (Galerida cristata), Galerida theklae, capîntortură (Jynx torquilla), Lanius meridionalis, ciocârlie de pădure (Lullula arborea), prigoare (Merops apiaster), pietrar mediteranean (Oenanthe hispanica), mărăcinar negru (Saxicola torquatus), turturică (Streptopelia turtur), silvie roșcată (Sylvia cantillans), silvie de tufiș (Sylvia undata), pupăză (Upupa epops).
Pe lângă speciile protejate, pe teritoriul sitului au mai fost identificate 2 specii de amfibieni, 1 specie de mamifere.